# Мідь-64
Мідь-64 (64Cu) — це ізотоп міді, що застосовується в молекулярній променевій терапії та позитронно-емісійній томографії. Його надзвичайно довгий період напіврозпаду (12,7 години) для ізотопу, що випромінює позитрон, робить його дедалі кориснішим при приєднанні до різних лігандів для ПЕТ- та ПЕТ-КТ-сканування.

## Властивості
64Cu має період напіврозпаду 12,7 годин, і в 17,9% випадків розпадається через випромінювання позитрона до 64Ni, у 39,0% випадків через бета-розпад 64Zn, у  43,1% випадків через захоплення електрона до 64Ni, і в 0,475% випадків через внутрішню конверсію. Ці випромінювання становлять 0,579 МеВ, 0,653 МеВ та 1,35 МеВ для бета-, позитронного та гамма-випромінювань відповідно. 

## Виробництво
Мідь-64 можна отримати кількома різними реакціями, найпоширенішими методами яких є використання реактора або прискорювача частинок. Теплові нейтрони можуть утворювати 64Cu з низькою питомою активністю (кількість розпадів за секунду на кількість речовини) та низьким виходом через реакцію 63Cu (n,γ) 64Cu. У Дослідницькому реакторному центрі Університету Міссурі (MURR) 64Cu було отримано за допомогою високоенергетичних нейтронів через ядерну реакцію 64Zn (n,p) 64Cu з високою питомою активністю, але низьким виходом. За допомогою біомедичного циклотрона ядерна реакція 64Ni (p,n) 64Cu може призвести до утворення великої кількості нукліда з високою питомою активністю.

## Застосування
Як випромінювач позитронів, 64Cu використовувався для виробництва експериментальних та клінічних радіофармацевтичних препаратів для візуалізації низки станів. Його бета-випромінювання також підвищує можливість терапевтичного застосування. Порівняно з типовими ПЕТ-радіонуклідами, він має відносно довгий період напіврозпаду, що може бути перевагою для терапії та візуалізації певних фізіологічних процесів.

### ПЕТ-візуалізація

#### Метастази в кістках
Експериментальні доклінічні дослідження показали, що 64Cu, пов'язаний з метанфосфонатними функціональними групами, має потенціал як агент візуалізації кісток.

#### Нейроендокринні пухлини
Нейроендокринні пухлини клінічно локалізуються за допомогою ряду радіофармацевтичних препаратів на основі DOTA. Для ПЕТ-візуалізації вони зазвичай виготовляються на основі галію-68. Комерційний продукт 64Cu-DOTA-TATE  був схвалений FDA для локалізації нейроендокринних пухлин позитивних за рецептором соматостатину, з 2020 року.

#### Рак простати
Було показано, що пептид бомбезину надмірно експресується в рецепторах BB2 при раку простати. CB-TE2A, стабільна хелатна система для 64Cu, була поєднана з аналогами бомбезину для досліджень раку простати in vitro та in vivo. Дослідження ПЕТ-КТ показали, що він вибірково поглинається ксенотрансплантатами пухлини передміхурової залози зі зниженим поглинанням у нецільові тканини. Інші доклінічні дослідження показали, що шляхом впливу на рецептор гастрин-вивільняючого пептиду можна також виявити рак підшлункової залози та молочної залози.

#### Ниркова перфузія
Етилгліоксальбіс(тіосемікарбазон) (ETS) має потенційне застосування як ПЕТ-радіофармацевтичний препарат з різними ізотопами міді. 64Cu-ETS використовувався для експериментальних доклінічних оцінок перфузії міокарда, головного мозку та пухлин, з лінійною залежністю між поглинанням нирками та кровотоком. Ниркову перфузію також можна оцінити за допомогою КТ або МРТ замість ПЕТ, але з недоліками: КТ вимагає введення потенційно алергенних контрастних речовин. МРТ дозволяє уникнути використання іонізуючого випромінювання, але її важко виконати, і вона часто страждає від артефактів руху. ПЕТ з 64Cu може запропонувати кількісні вимірювання ниркової перфузії.

#### Хвороба Вільсона
Хвороба Вільсона – це рідкісне захворювання, при якому в організмі надмірно затримується мідь. Токсичний рівень міді може призвести до відмови органів та передчасної смерті. 64Cu експериментально використовувався для вивчення затримки міді в організмі у пацієнтів з цим захворюванням. Цей метод також може розділяти гетерозиготних носіїв та гомозиготних нормальних носіїв.

### Терапія раку

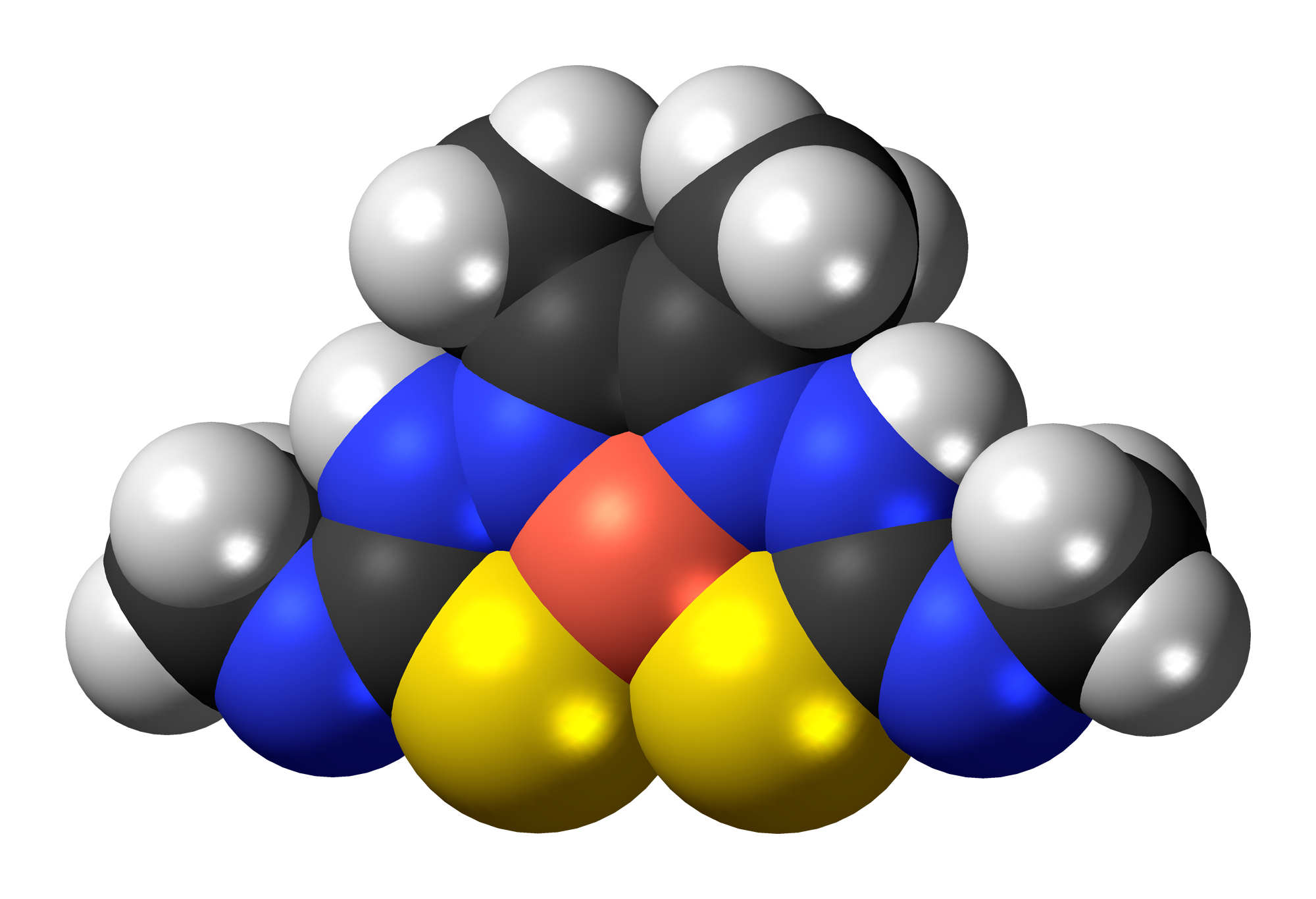
64 Cu-ATSM – мідь(II) (діацетил-біс(N4-метилтіосемікарбазон)) – вивчається як можливий засіб лікування раку.

64Cu-ATSM (діацетил-біс(N4-метилтіосемікарбазон)) показав збільшення часу виживання тварин з пухлинами. Було показано, що ділянки з низьким рівнем затримки кисню стійкі до зовнішньої променевої терапії, оскільки гіпоксія зменшує летальний вплив іонізуючого випромінювання. Вважалося, що 64Cu вбиває ці клітини завдяки своїм унікальним властивостям розпаду. У тваринних моделях з колоректальними пухлинами з індукованою гіпоксією та без неї, Cu-ATSM переважно поглинався гіпоксичними клітинами порівняно з нормоксичними клітинами. Результати показали, що ця сполука збільшила виживання хом'яків з пухлинами порівняно з контрольною групою.